# Marvel-multiverzum
A Marvel-multiverzum egy kitalált multiverzum, melyben Marvel Comics által kiadott képregények történetei játszódnak. A Marvel-multiverzum része a Marvel-univerzum, hivatalos besorolásában a 616-os Föld, mely a Marvel mainstream világa, melyben a történetek túlnyomó többsége játszódik. A 616-os Föld besorolás először a Captain Britain első számában szerepelt 1983-ban. A történet szerint a multiverzum minden univerzumában létezik egy Britannia Kapitány, aki a Brit-szigetek oltalmazója, a multiverzumok egészére pedig Merlin felügyel.
A későbbi sorozatokban és kiadványokban az írók számos alternatív valóságot hoztak létre, melyek azonban nem teljesen elzárt világok. Az egyes univerzumok lakói dimenzióugrással vagy időutazással átjutottak más világokba is, mint például az X-Men egyik tagja, Rachel Summers, aki a 811-es Földről időutazással érkezett a 616-os Földre.